# Veľké Kapušany
Veľké Kapušany (węg. Nagykapos) – miasto na Słowacji w kraju koszyckim, w powiecie Michalovce. W 2011 roku liczyło około 9,4 tys. mieszkańców.
Jego nazwa wywodzi się prawdopodobnie od węgierskiego słowa kapu (brama), co symbolicznie może nawiązywać do roli miasta jako miejsca otwartego na przybyszów i jednocześnie będącego punktem tranzytowym. 

## Historia
Do miasta i okolicznych wsi napływali m.in. Polacy, Niemcy, Węgrzy i Rusini. Część z nich osiedlała się na krótko, traktując Kapušany jako etap przejściowy. Źródła historyczne różnie datują pierwsze wzmianki o miejscowości – pojawia się rok 1211 jako Kapos, 1214 jako Copus, czy 1314 jako Kapus. W średniowieczu miejscowość pełniła funkcję obronną, tworząc część naturalnej granicy etnicznej i militarnej regionu.
W XIV i XV wieku Veľké Kapušany były jednym z ważniejszych ośrodków komitatu Ung. W 1430 roku osada uzyskała status miasta (oppidum), a wcześniej przez pewien czas była nawet jej siedzibą administracyjną. Mimo braku prawa targowego, w mieście rozwijało się rzemiosło i rolnictwo. Położenie na żyznych terenach sprzyjało uprawie roli, a w XVI wieku zaczęły działać cechy rzemieślnicze – w tym krawiecki, szewski i obuwniczy – co świadczy o rosnącym znaczeniu gospodarczym. Obok Użhorodu było to jedno z nielicznych miast żupy, gdzie istniały formalne cechy.
W centrum miasta wzniesiono tzw. dom stoličný, miejsce zebrań szlachty, z czasem zastąpione przez siedzibę w Użhorodzie. Mimo tego Kapušany nie straciły swej rangi – nadal odbywały się tu ważne zgromadzenia, m.in. w specjalnie wybudowanym przez rodzinę Drugethów budynku, znanym jako "pretórium".
W 2008 roku, ogłoszonym lokalnie rokiem renesansu, miasto i organizacje społeczne zorganizowały cykl wydarzeń kulturalnych nawiązujących do jego świetności z epoki odrodzenia.